# Mike Bantom
Michael Allen Bantom (ur. 3 grudnia 1951 w Filadelfii) – amerykański koszykarz, uczestnik i srebrny medalista letnich igrzysk olimpijskich w Monachium. W 1973 został wybrany w drafcie NBA. Był zawodnikiem Phoenix Suns, Seattle SuperSonics, New York Nets, Indiana Pacers i Philadelphia 76ers.

## Statystyki w NBA
Na podstawie Mike Bantom Statistics. Basketball-Reference.com. [dostęp 2014-08-06]. (ang.).

### Sezon regularny
| Sezon   | Drużyna      | M   | S5 | MPG  | FG%   | 3P%   | FT%    | RPG | APG | SPG | BPG | PPG  |
| ------- | ------------ | --- | -- | ---- | ----- | ----- | ------ | --- | --- | --- | --- | ---- |
| 1973/74 | Phoenix      | 76  |    | 26,1 | 39,9% |       | 66,2%  | 6,8 | 2,1 | 0,7 | 0,6 | 10,1 |
| 1974/75 | Phoenix      | 82  |    | 27,3 | 46,1% |       | 71,4%  | 6,7 | 1,9 | 0,8 | 0,6 | 12,5 |
| 1975/76 | Phoenix      | 7   |    | 9,7  | 30,8% |       | 100,0% | 3,3 | 0,4 | 0,3 | 0,3 | 3,0  |
| 1975/76 | Seattle      | 66  |    | 22,8 | 47,1% |       | 67,5%  | 5,6 | 1,5 | 0,4 | 0,4 | 8,4  |
| 1976/77 | Seattle      | 44  |    | 18,1 | 48,8% |       | 69,0%  | 4,2 | 1,2 | 0,8 | 0,5 | 7,5  |
| 1976/77 | New York     | 33  |    | 33,8 | 47,3% |       | 73,5%  | 8,6 | 1,5 | 0,8 | 0,8 | 18,6 |
| 1977/78 | Indiana      | 82  |    | 33,8 | 47,9% |       | 74,3%  | 7,4 | 2,9 | 1,2 | 0,6 | 15,3 |
| 1978/79 | Indiana      | 81  |    | 31,2 | 46,5% |       | 67,2%  | 8,0 | 2,8 | 1,2 | 0,8 | 14,7 |
| 1979/80 | Indiana      | 77  |    | 30,3 | 50,5% | 33,3% | 66,5%  | 5,9 | 3,6 | 1,1 | 0,6 | 11,8 |
| 1980/81 | Indiana      | 76  |    | 31,3 | 48,9% | 0,0%  | 70,8%  | 5,6 | 3,2 | 1,1 | 1,1 | 14,0 |
| 1981/82 | Indiana      | 39  | 37 | 26,6 | 43,8% | 33,3% | 66,0%  | 5,5 | 1,7 | 1,0 | 0,6 | 11,7 |
| 1981/82 | Philadelphia | 43  | 1  | 22,8 | 51,0% | 33,3% | 58,8%  | 5,3 | 1,1 | 0,6 | 0,9 | 8,8  |
| Razem   |              | 706 | 38 | 27,9 | 46,8% | 20,0% | 69,2%  | 6,4 | 2,3 | 0,9 | 0,7 | 12,1 |

### Play-offy
| Sezon   | Drużyna      | M  | S5 | MPG  | FG%   | 3P%  | FT%   | RPG | APG | SPG | BPG | PPG  |
| ------- | ------------ | -- | -- | ---- | ----- | ---- | ----- | --- | --- | --- | --- | ---- |
| 1975/76 | Seattle      | 6  |    | 19,0 | 57,9% |      | 70,0% | 3,8 | 1,3 | 0,7 | 0,3 | 9,7  |
| 1980/81 | Indiana      | 2  |    | 25,5 | 75,0% |      | 71,4% | 4,0 | 0,5 | 0,5 | 0,5 | 14,5 |
| 1981/82 | Philadelphia | 21 |    | 19,0 | 39,6% |      | 45,2% | 3,7 | 1,1 | 0,7 | 0,4 | 4,3  |
| Razem   |              | 29 |    | 19,4 | 48,3% | 0,0% | 55,1% | 3,7 | 1,1 | 0,7 | 0,4 | 6,1  |